# His Cooling Courtship
His Cooling Courtship è un cortometraggio muto del 1915.

## Trama
Una ragazza viene salvata dalle insistenti attenzioni di un conte che la corteggia.

## Produzione
Il film fu prodotto dalla John Bull.

## Distribuzione
Distribuito dalla Davison Film Sales Agency (DFSA), il film - un cortometraggio in una bobina - uscì nelle sale cinematografiche britanniche nel settembre 1915. Nel 1919 ne venne fatta una riedizione che fu distribuita dalla Globe.